# Hörstel
Hörstel är en stad i Kreis Steinfurt i det tyska förbundslandet Nordrhein-Westfalen. Hörstel har cirka 21 000 invånare.

## Stadsdelar
Till Hörstel hör följande fyra stadsdelar:
- Bevergern
- Hörstel
- Dreierwalde
- Riesenbeck